# لي موران
لي موران (بالإنجليزية: Lee Morin)‏ (9 سبتمبر 1952 -) هو نقيب في بحرية الولايات المتحدة ورائد فضاء في وكالة ناسا ولد في مدينة مانشستر في الولايات المتحدة.